# Enrique Arce
Enrique Arce Temple (Valencia, 8 oktober 1972) is een Spaanse acteur, actief sinds 1996. Hiervoor studeerde hij rechten; hier stopte hij mee in zijn vierde jaar, om zijn carrière als acteur verder te kunnen uitbouwen. Hij financierde dit met het prijzengeld van Ellos i Elles, een Valenciaanse televisieshow. Dit gebruikte hij om bij de American Academy of Dramatic Arts in New York te gaan studeren.

## Carrière
Tijdens zijn loopbaan als acteur speelde Arce vooral mee in Spaanse films en series, waar hij een naam voor zichzelf opbouwde. Twee van zijn meest bekende rollen zijn zijn optreden in de film Terminator: Dark Fate en zijn rol als Arturo Roman in de populaire Netflix-serie "La casa de papel".

## Persoonlijk leven
Hij is getrouwd geweest met de Spaanse actrice Cristina Peña en heeft samengewoond met de Olympische synchroonzwemster Gemma Mengual.

## Filmografie

### Speelfilms
- El corazón del guerrero (2000)
- Menos es más (2000)
- One of the Hollywood Ten (2000)
- Fidel (2002)
- Beyond Re-Animator (2003)
- Schubert (2005)
- Manolete (2007)
- Arte de Roubar (2008)
- 9 Meses (2010)
- Iron Cross (2010)
- Bad Investigate (2018)
- Tango One (2018)
- Terminator: Dark Fate (2019)
- Kobiety Mafii II (2019)

#### Kortfilms
- Cachito mío (2001)
- Gris (2003)
- ¿Y si hacemos un trío? (2004)
- Cuco Gomez-Gomez Is Dead! (2005)
- Matando al gato (2006)

### Televisie

#### Permanente rollen
- Petra Delicado (1999) als Pérez
- Periodistas (2000–2001) als Edu Cabrera
- Compañeros (2001–2002) als Javier Quevedo
- Tirando a dar (2006) als Paco
- Génesis: En la mente del asesino (2007) als Julián Balaguer
- Sin tetas no hay paraíso (2008) als Santiago Navarro
- Singles (2008) als Fran
- Tarancón. El quinto mandamiento (2010) als Father Redó
- Física o Química (2010–2011) als professor Arturo Ochando
- Amar en tiempos revueltos (2012) als Emilio Álcazar
- El tiempo entre costuras (2012-)
- L'Alqueria Blanca (2012-) als Raúl
- La casa de papel (2017-) als Arturo Román
- Knightfall (2017-) als Rodrigo van Catalonië

#### Eén aflevering
- Al salir de clase (1997)
- Policías, en el corazón de la calle (2000)
- Una nueva vida (2003)
- Fuera de control (2006)
- Cuéntame cómo pasó (2006)
- R.I.S. Científica (2007) als Félix
- Cuéntame de sexo (2007–2008) als Álvaro

### Theater
- La Celestina
- Bodas de sangre
- Cuando llegue tu momento
- Como gustéis
- Every year at Carnival
- The cashier
- Cat among the pigeons
- Otelo
- Danny and the deep blue see
- Journey of the firth horse
- La cándida Erendira
- Bodas de sangre
- La vida es sueño
- A doctor's call
- El león en invierno (2007)
- Don Juan, el burlador de Sevilla
- Juegos de Hollywood